# Пантелеимон (Калпакидис)
Митрополи́т Пантелеи́мон (греч. Μητροπολίτης Παντελεήμων, в миру Иоа́ннис Калпаки́дис греч. Ιωάννης Καλπακίδης; 1945, Салоники, Греция) — епископ Константинопольской православной церкви; митрополит Верийский (с 1994).

## Биография
Родился в 1945 году в Салониках, в Греции. Принял монашество в скиту Святой Анны на Горе Афон. 
В 1969 году в Лондоне рукоположён в сан иеродиакона.
В 1975 году окончил Аристотелевский университет в Салониках со степенью бакалавра богословия.
В 1976 году рукоположён в сан иеромонаха и продолжил обучение в Оксфорде.
В 1978 году возвратился в Салоники и в течение 16 лет служил протосинкеллом Солунской митрополии и настоятелем храма святого Димитрия.
29 мая 1994 года был рукоположён в сан епископа и возведён в достоинство митрополита Веррийского и Наусского.
В октябре 2019 года епархия, возглавляемая митрополитом Пантелеимоном, была включена паломническим центром Московского патриархата в список епархий, посещение которых паломниками из Русской православной церкви не благословляется.
Его старший брат, Александр (Калпакидис) (1938—2016), был титулярным митрополитом Ставропигийским.